# Valkeakoski
Ej att förväxlas med småorten Valkeakoski i Övertorneå kommun.
Valkeakoski  (Finskt uttal: [ˈʋɑlkeɑˌkoski]; som betyder ”Vita forsen”) är en stad i landskapet Birkaland i Finland. Valkeakoski hade år 2021 cirka 20 695 invånare och en total yta på 372,03 km². Staden ligger 35 kilometer sydost om Tammerfors,  145 kilometer nordost om Åbo och 145 kilometer nordväst om Helsingfors. Den gränsar till följande kommuner: Ackas, Hattula, Tavastehus, Kangasala, Lempäälä och Pälkäne.
Valkeakoski stads språkliga status är enspråkigt finsk. Staden ligger mellan sjöarna Mallasvesi och Vanajavesi och själva staden har vuxit kring en fors genom vilket Mallasvesi rinner ut i Vanajavesi.

## Historia
Valkeakoskitrakten har anor från stenåldern. De goda fiskevattnen och traktens gynnsamma läge invid vattenleder bidrog till att folk slog ner sina bopålar här. Valkeakoski är en av många små städer i Finland som uppkom under den tidiga industrialiseringen i slutet av 1800-talet, då olika pappersbruk grundades runt om i landet. Ursprungligen, det vill säga före 1850-talet, utgjorde Valkeakoski endast en by i Sääksmäki socken.
Valkeakoski by drabbades hårt under finska inbördeskriget 1918. I förhållande till sin folkmängd förlorade den i stupade mer än någon annan ort i Finland.
Vid årsskiftet 1921/1922 blev Valkeakoski en självständig köping, och 1963 fick den stadsrättigheter. Den gamla moderkommunen Sääksmäki inkorporerades 1973 med Valkeakoski.
Det gamla Sääksmäki, som är mycket känt i Finlands kulturhistoria, är alltså nuförtiden en del av Valkeakoski. I Sääksmäki finns Finlands största fornborg Rapola, där finns Emil Wikströms konstnärsateljé och Ritvala by i Sääksmäki är även känd för Eino Leinos berömda diktverk Helkavirsiä.
I dag är Valkeakoski en aktiv småstad med både livaktigt kulturliv och industriverksamhet.

## Geografi
Två egendomar i stadsdelen Sääksmäki är Johannisberg och Lahis.

## Politik

### Mandatfördelning i Valkeakoski stad, valen 1976–2021
| 11 | 15 | 2 | 2 | 2 | 11 |

| 10 | 16 | 3 | 3 | 2 | 9 |

| 8 | 16 | 2 |  | 3 |  | 12 |

| 8 | 17 | 3 |  |  | 13 |

| 7 | 19 | 2 | 2 |  |  | 11 |

| 6 | 14 | 8 | 2 |  |  | 11 |

| 7 | 14 |  | 6 | 4 |  | 10 |

| 7 | 15 | 7 | 3 |  | 10 |

| 30 | 13 |

| 6 | 13 |  | 4 | 6 | 2 | 11 |

| 26 | 17 |

| 4 | 14 | 2 | 8 | 3 |  | 11 |

| 27 | 16 |

| 5 | 16 |  | 2 | 5 | 2 | 2 | 10 |

| 28 | 15 |

| 4 | 15 |  |  | 8 |  | 2 | 11 |

| 25 | 18 |

### Vänorter
Valkeakoski har följande vänorter:
- Gotland, Sverige (inofficiellt)
- Jelenia Góra, Polen, sedan 1979
- Kragerø kommun, Norge, sedan 1954
- Mariehamn, Åland, sedan 1999
- Nanchang, Kina, sedan 1997
- Sokol, Ryssland, sedan 1971
- Vechelde, Tyskland, sedan 1976

## Ekonomi och infrastruktur

### Utbildning
Stadens skolväsende innefattar tolv grundskolor, varav två ger grundläggande utbildning i årskurserna 7, 8 och 9. Här finns ett gymnasium, Valkeakosken Tietotien lukio. Bland övriga skolor märks bland annat ett vuxengymnasium, ett medborgarinstitut, ett musikinstitut, ett yrkes- och vuxeninstitut och framför allt en yrkeshögskola, (HAMK).

## Demografi

### Befolkningsutveckling
| Befolkningsutvecklingen i Valkeakoski stad 1975–2020                                                         | Befolkningsutvecklingen i Valkeakoski stad 1975–2020 | Befolkningsutvecklingen i Valkeakoski stad 1975–2020 | Befolkningsutvecklingen i Valkeakoski stad 1975–2020 | Befolkningsutvecklingen i Valkeakoski stad 1975–2020 |
| --- | ---------------------------------------------------- | ---------------------------------------------------- | ---------------------------------------------------- | ---------------------------------------------------- |
| |                                                      |                                                      |                                                      |                                                      |
| År |                                                      |                                                      | Folkmängd                                            |                                                      |
| 1975 | 1975                                                 |                                                      | 22 600                                               |                                                      |
| 1980 | 1980                                                 |                                                      | 22 780                                               |                                                      |
| 1985 | 1985                                                 |                                                      | 22 582                                               |                                                      |
| 1990 | 1990                                                 |                                                      | 21 724                                               |                                                      |
| 1995 | 1995                                                 |                                                      | 21 168                                               |                                                      |
| 2000 | 2000                                                 |                                                      | 20 493                                               |                                                      |
| 2005 | 2005                                                 |                                                      | 20 408                                               |                                                      |
| 2010 | 2010                                                 |                                                      | 20 844                                               |                                                      |
| 2015 | 2015                                                 |                                                      | 21 332                                               |                                                      |
| 2020 | 2020                                                 |                                                      | 20 765                                               |                                                      |
| Anm: Uppgifterna avser förhållandena den 31 december nämnda år enligt områdesindelningen den 1 januari 2022. |                                                      |                                                      |                                                      |                                                      |

## Kultur

### Idrott
I Valkeakoski verkar många idrottsföreningar, varav det mest kända är fotbollslaget FC Haka.

### Kända personer från Valkeakoski
- Håkan Krogius (1927–2007), diplomat och vicehäradshövding

## Bilder

Ett axplock bilder från Valkeakoski
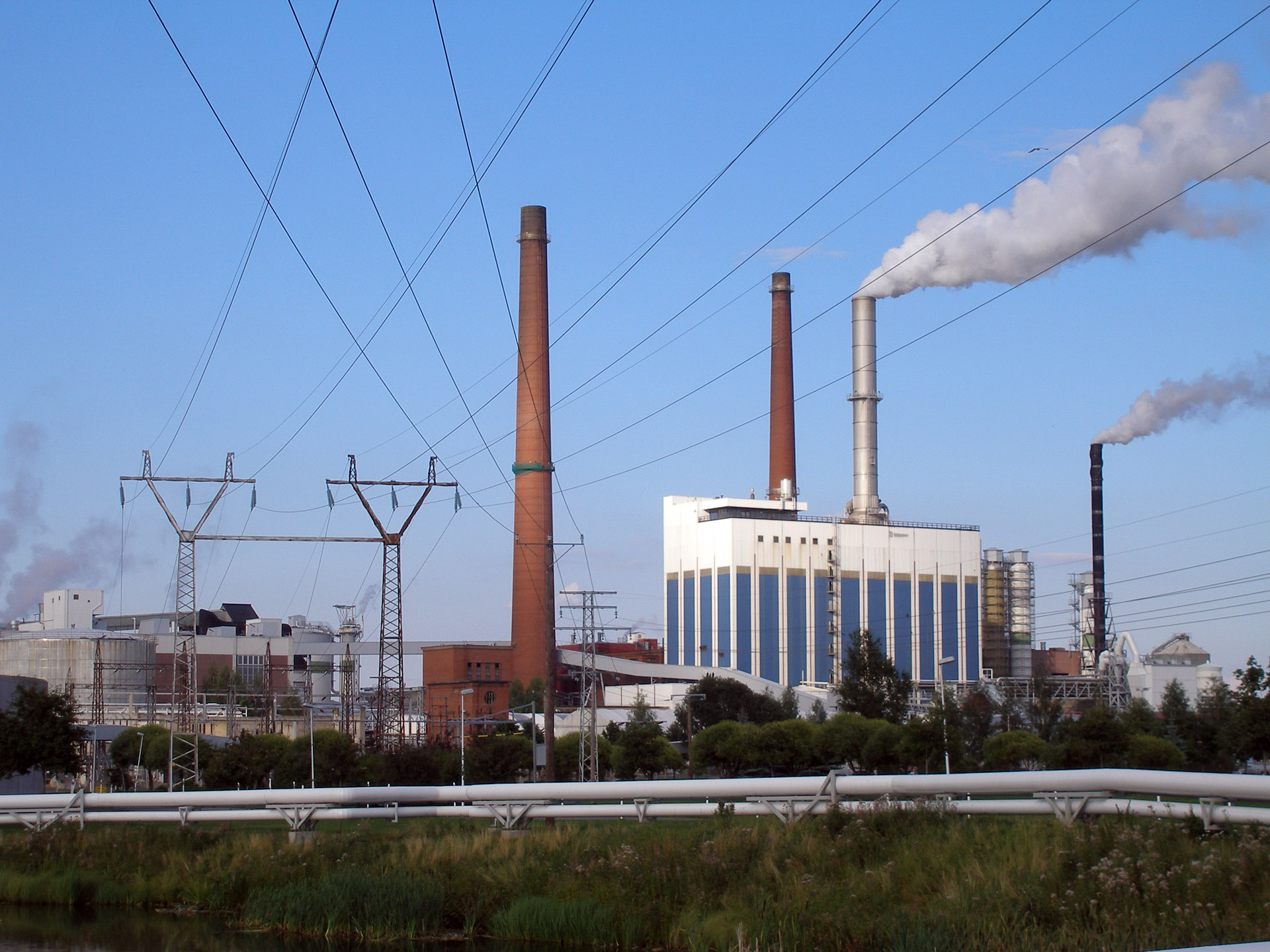
Tervasaari pappersbruk.
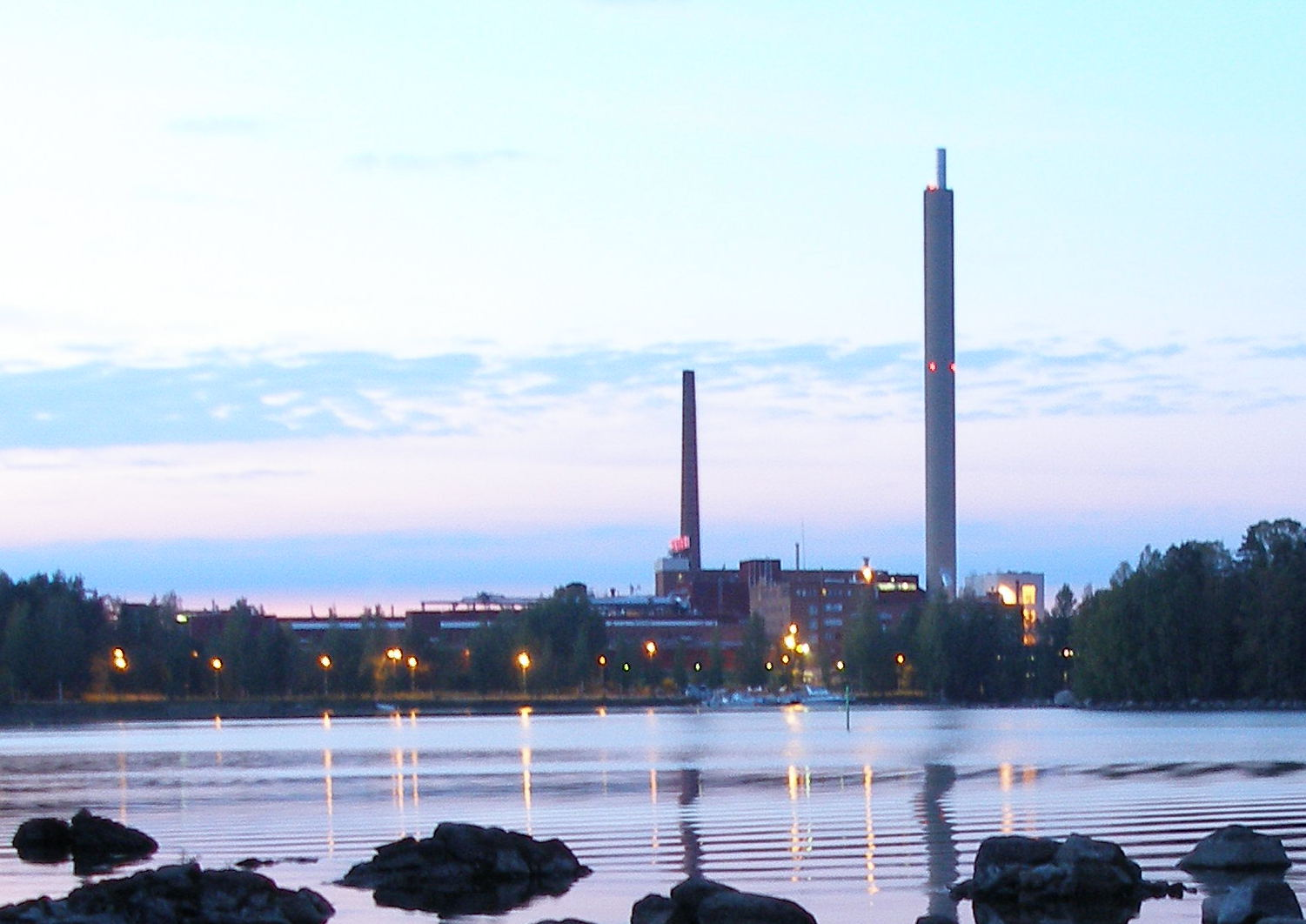
Avilons fabrik i Kirjaniemi.
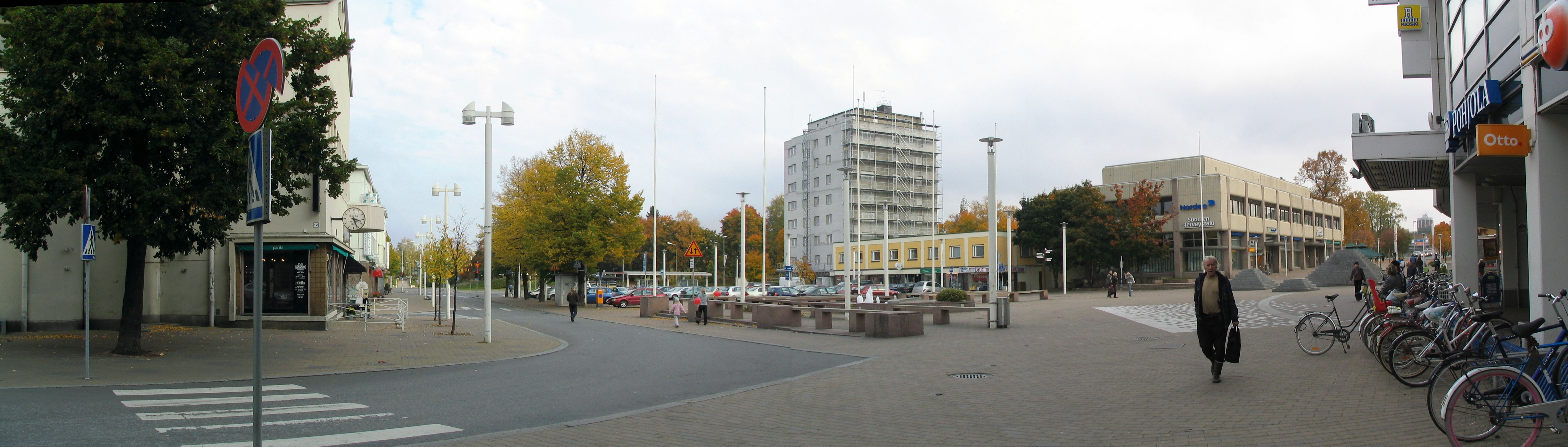
Panoramavy över Valkeakoski centrum.
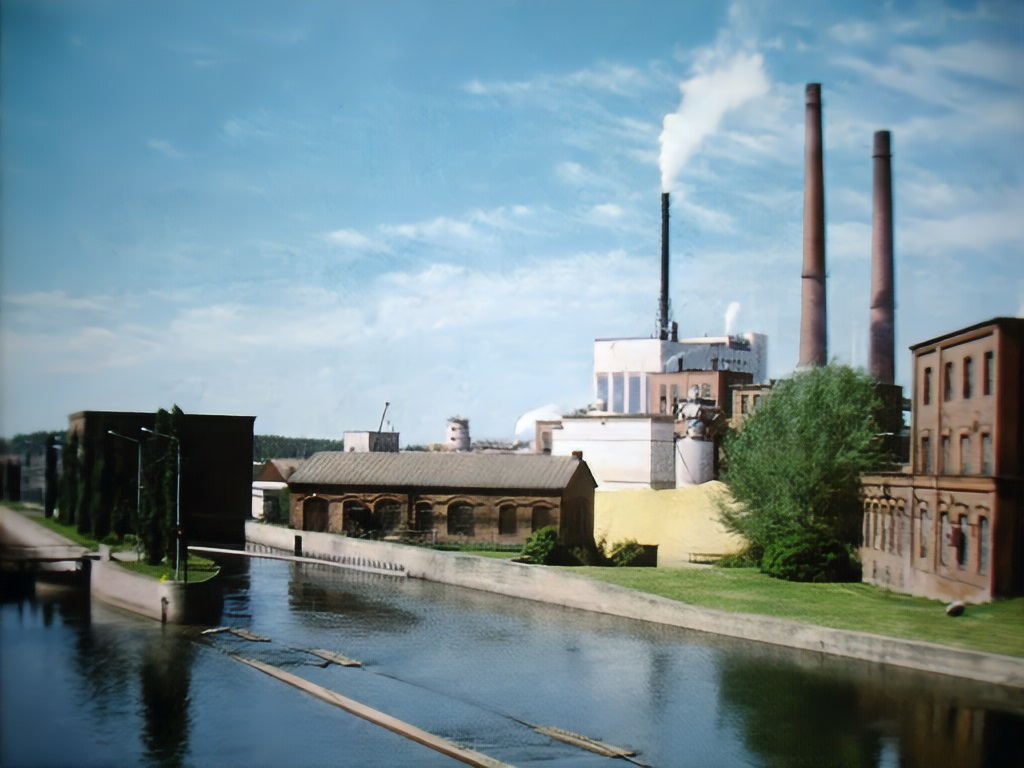
Valkeakoski kanal i förgrunden.